# Ignacio Ribas Marqués
Pour les articles homonymes, voir Ribas et Marques (homonymie).
Ignacio Ribas y Marqués (né à Palma de Majorque le 21 avril 1901 et mort à Saint-Jacques-de-Compostelle en 1996) est un chimiste organicien espagnol, surtout connu pour ses travaux sur les substances naturelles, et tout particulièrement sur certains alcaloïdes végétaux.

## Carrière
Après des études secondaires à l’Institut Raymond Lulle de Majorque, Ignacio Ribas se rend à l'université de Valence pour y étudier la chimie. C'est ensuite à l’université complutense de Madrid qu'il s’initie à la recherche et que, en 1925, il obtient son doctorat sous la direction d’Antonio Madinaveitia, avec une « étude sur les acides succiniques bisubstitués ». Il part alors pour la France et, de 1925 à 1928, il complète sa formation à l’Institut Pasteur de Paris, dans le laboratoire de chimie thérapeutique d’Ernest Fourneau avec lequel il travaille, parmi d'autres sujets, sur la stéréochimie de la stovaïne,,.
À son retour, Ribas accède à la chaire de chimie organique de l’université de Salamanque. En 1940, il est nommé à celle de Valence, mais, victime de la répression franquiste, il se voit refuser la chaire de Madrid, alors qu’il est le plus éminent représentant de l’école moderne espagnole de chimie organique. Cette chaire de Madrid est offerte à un chimiste proche du pouvoir et Ribas, ainsi écarté du foyer de la recherche et de l’enseignement en chimie, est tout de même nommé à l’université de Saint-Jacques-de-Compostelle en 1942 à la chaire de chimie organique  dont il est titulaire jusqu’en 1971, date de sa retraite. Passées les premières années de la dictature, Ribas finit par obtenir également un poste de chercheur dans le laboratoire de chimie organique du Conseil supérieur de la recherche scientifique. Il occupera ce poste jusqu’en 1982.
Ribas a obtenu de nombreuses distinctions. Il a été fait grand-croix de l’ordre d'Alphonse X le Sage, il a reçu la médaille d’or de l’université de Salamanque, il a été élu membre correspondant de l’Académie espagnole des sciences en 1957, il a été récompensé du prix scientifique du CSIC en 1972, il a été reçu docteur honoris causa de l’université des îles Baléares en 1980, pour ne citer que les principaux hommages qui lui ont été rendus.
Dans sa province d'adoption, la junte de Galice a honoré Ribas en 1991 de la médaille Castelao (Medalla Castelao (gl)), et un prix Ignacio-Ribas-Marqués (Premio Ignacio Ribas Marqués) a été fondé en 2002 par le Collège officiel des chimistes de Galice (Colegio Oficial de Químicos de Galicia) à l'occasion du cinquantième anniversaire de sa création.

## Œuvre

L'adénocarpine

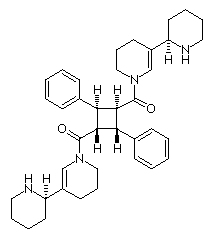
La santiaguine

Ribas, qui n'a pas signé moins de cent trente-cinq publications scientifiques, a poursuivi l'essentiel de ses recherches dans le domaine des substances naturelles et de leur synthèse. Ses travaux ont porté, entre autres sujets, sur des composés chimiques proches de l’hormone juvénile des insectes, sur la constitution chimique du liège et sur les alcaloïdes des Légumineuses (ou Papilionacées), aboutissant à la découverte de l’adénocarpine (C19H24N2O), présente dans l'Adénocarpe d'Espagne (Adenocarpus hispanicus), et de son dérivé, la santiaguine (C38H48N4O2).
D'autre part, soixante-huit thèses de doctorat obtenues sous sa direction, et la fondation de l’école de chimie des produits naturels de Compostelle, de renommée internationale, manifestent assez l’ampleur et la qualité de son enseignement.

## Publications

### Sur l'hormone juvénile des insectes
- 1980-1982 : « Aportación al conocimiento de los juvenoides », avec J. Sueiras, J. M. Pazos, E. Primo, J. Ribo, J. Griño, P. Cuñat, F. J. Benavente et R. Martinez Pardo, dans Revista de agroquímica y tecnología de alimentos  (ISSN 0034-7698), vol. 20, no 3, 1980, pp. 347-359 et Anales de química, Série C : Química orgánica y bioquímica  (ISSN 0211-1357), vol. 78, no 1, 1982, pp. 31-52 :
  - I. « Síntesis de compuestos relacionados con la hormona juvenil de insectos-III, conteniendo el ciclo gem-dimetil-butano en la parte central de la molécula » ;
  - II « Síntesis de 2,3-epoxipinanos y 2-pinenos sustituidos en 4 » ;
  - III. « Síntesis de 6,6-dimetilnorpinanos-2-sustituidos, análogos de la hormona juvenil-III » ;
  - IV. « Síntesis de 2,3,3-trimetilciclopentanos, 1-sustituidos, análogos de la hormona juvenil -III ».

### Sur la constitution chimique du liège
- 1952 : « Étude sur la constitution chimique du liège », dans Chimie et industrie, vol. 68, pp. 333-350.
- 1953-1975 : « Química del corcho », avec E. Seoane, G. Gil-Curbera et J. Fernandez-Salgado, dans Anales de la Real Sociedad Española de Física y Química, Anales de Química et Nova Acta Científica Compostelana, 1953-1975.

### Sur les alcaloïdes des Légumineuses
- 1950 : « Adenocarpina y santiaguina : Dos nuevos alcaloides aislados del codeso de Galicia » (avec Pastor Talamadrid), An. R. Soc. Esp. Física y Química, vol. 46, sér. B, pp. 489-500.
- 1952 : « Alcaloides de Leguminosas : Nota núm. XIV : Alcaloides del Ulex europaeus » ; « Alcaloides de Leguminosas : Nota núm. XV : Alcaloides del Ulex nanus », Anales de Física y Química, sér. B, Madrid, pp. 161-168.
- 1960 : « Alcaloides de las especies del género Adenocarpus », Revista de la Real Academia de Ciencias Exactas, Físicas y Naturales, vol. 54, no 3, Madrid.
- 1957 : « Recientes progresos de la investigación en el campo de los alcaloides de las Papilionáceas », université de Saint-Jacques-de-Compostelle (leçon inaugurale du cours de chimie organique de l'année universitaire 1957-1958).

## Biographie
- (es) Alfonso Mato Domínguez, « Ignacio Ribas Marqués : O mellor continuador da escola moderna española de química orgánica », dans Álbum da Ciencia, Consello da Cultura Caglega, 2014 (lire en ligne).